# Banu Gómez

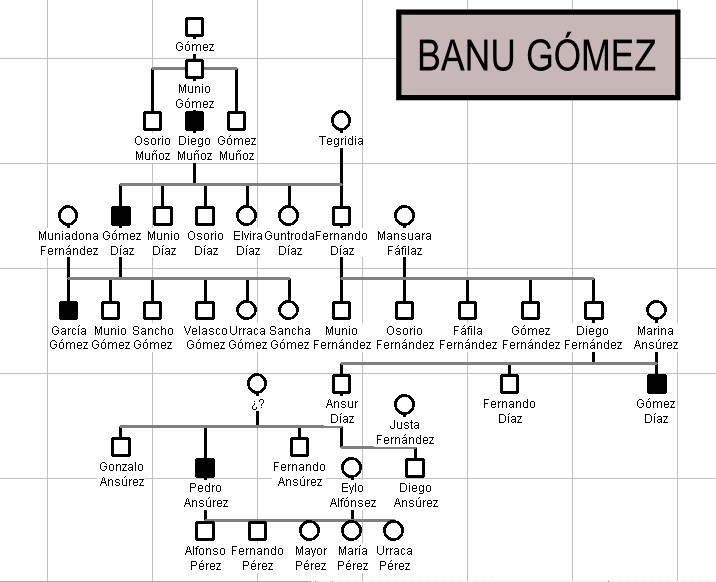
Árbol genealógico de los Banu Gómez.

Los Banu Gómez, Beni Gómez o Vanigómez (hijos de Gómez) fue una poderosa familia levantisca que vivió en la marca castellana del Reino de León entre los siglos X y XII. Destacaron en el X como condes en Saldaña, Carrión y Liébana, y alcanzaron su apogeo cuando, aliados al caudillo cordobés, Almanzor, el jefe del clan, García Gómez, expulsó al rey Vermudo II de León donde gobernó brevemente. Aunque se reconcilió con la familia real, se volvió a rebelar en dos ocasiones. A su muerte, la rama principal de la familia fue eclipsada por una más joven cuyo miembro más relevante fue el conde Pedro Ansúrez, uno de los nobles más importantes durante los reinados de Alfonso VI y de su hija la reina Urraca a finales del siglo XI y principios del XII. La familia sería representada en el Cantar de Mio Cid como rivales y antagonistas del héroe, El Cid, y sus rebeliones servirían de base para la leyenda de Bernardo del Carpio.
Este linaje emparentó con miembros relevantes de otras poderosas casas condales y reales castellanas, leonesas y gallegas.

## Historia
La primera mención de los Banu Gómez data del año 932. Ibn Hayyan nos da la noticia de cómo los condes Banu Gómez y Ansúrez se rebelan contra Ramiro II en apoyo de su hermano Alfonso.

## Origen

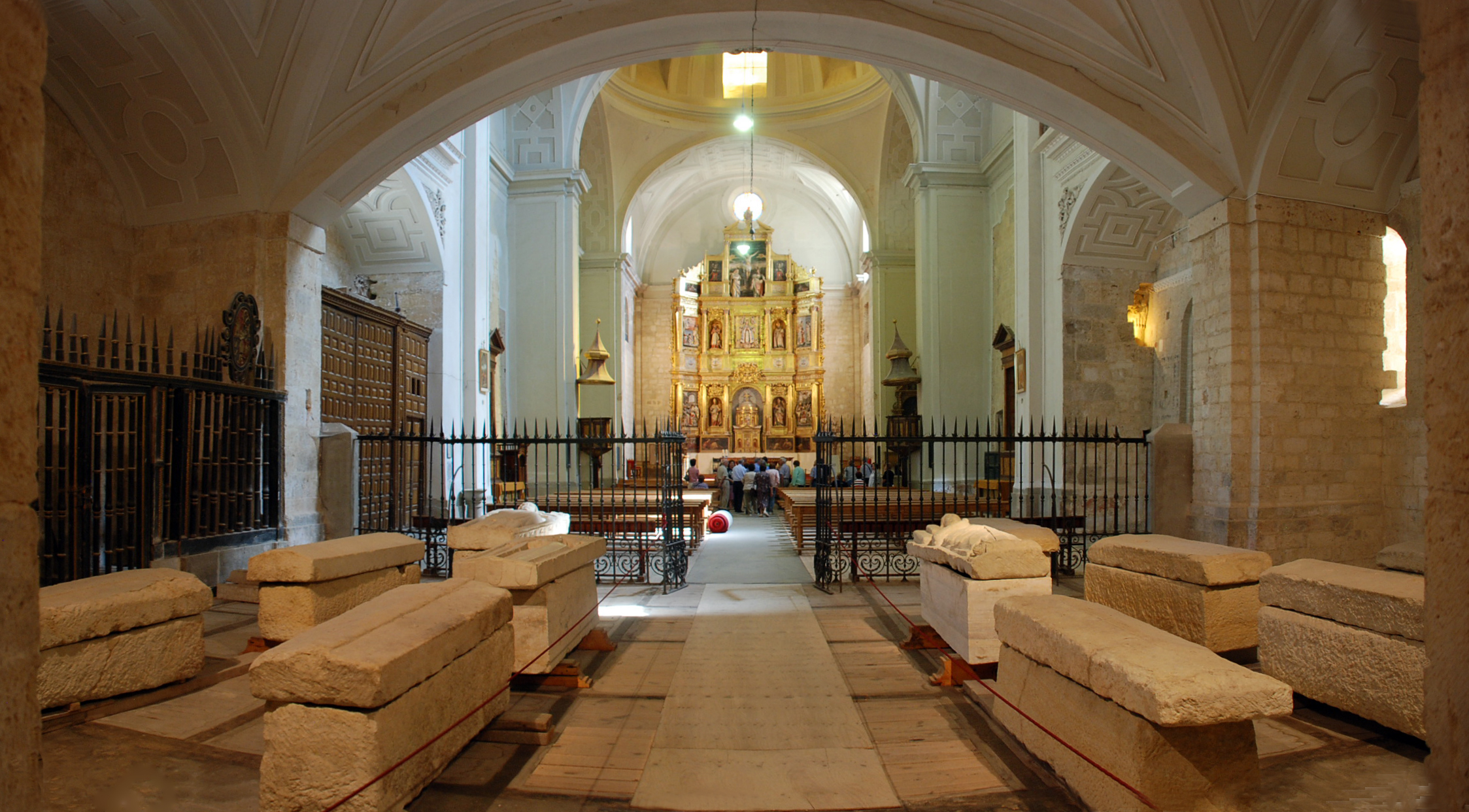
La Galilea. Panteón de los Banu Gómez en el Monasterio de San Zoilo de Carrión de los Condes.

Se han propuesto dos hipótesis diferentes para el origen de los Banu Gómez. El primer miembro documentado fue Diego Muñoz, conde en Saldaña. La familia tenía tierras alrededor de Liébana y esto, junto con su patronímico que indica que su padre se llamó Munio, llevó al historiador Justo Pérez de Urbel a sugerir que los padres de Diego fueron Munio Díaz y su esposa Gulatruda que aparecen en la documentación de San Martín de Liébana (más tarde Santo Toribio) a partir de 914. Señaló en particular un diploma del año 929 de la entonces viuda Gulatruda donde aparecen como testigos sus hijos, incluido un Diego Muñoz.  Sin embargo, los otros hijos nombrados eran todas hembras, en conflicto con la conocida familia de Diego Muñoz de Saldaña, que probablemente incluía a dos hermanos. Además, el último diploma del Diego Muñoz lebaniego data del año 964 cuando el de Saldaña ya había fallecido, lo cual indica que eran dos personas diferentes.
La segunda teoría comúnmente aceptada en la actualidad, se basa parcialmente en el razonamiento de que para que la familia se llamase Banu Gómez (descendientes de Gómez) en las fuentes de al-Ándalus, tuvo que existir un personaje llamado Gómez en la ascendencia inmediata de este linaje cuando la rebelión de Diego en el año 932 llamó la atención de Córdoba. Esto llevó a la hipótesis de que el padre de Diego era Munio Gómez (Munio, hijo de Gómez) que poseía tierras cerca de San Román de Entrepeñas (Santibáñez de la Peña), uno de los centros de poder de Diego Muñoz y sus descendientes. Este Munio Gómez confirmó varios documentos en el monasterio de Sahagún en 915, el mismo monasterio al cual el conde Diego Muñoz donó unas tierras en 922.
Después de una campaña en 920 de Abderramán III contra León, el rey Ordoño II lanzó una expedición punitiva en las tierras alrededor de Carrión contra los condes castellanos que no habían acudido a combatir. Entre los que trajo encadenados estaban Abolmondar Albo y su hijo Diego. La medievalista Margarita Torres-Quiñones de León propuso la identificación de este Diego con el futuro conde de Saldaña, y por consiguiente, identificó a  Abolmondar Albo con Munio Gómez. El uso del árabe kunya Abu al-Mundhir (en árabe : أبو المنذر) para este hombre sugiere que puede haber pasado tiempo en Córdoba, tal vez después de haber sido capturado en la batalla. Sugiere además que tal cautiverio podría explicar la posterior alianza entre los Banu Gómez y el califato de Córdoba.  Otros desestiman esta identificación e identifican a Abolmondar Albo con el conde Rodrigo Díaz.

## Diego Muñoz
Diego Muñoz es el primer miembro ampliamente documentado de los Banu Gómez y es en su época cuando los cronistas de al-Ándalus mencionan por primera vez a este linaje así como la rebelión en 932 de los Banu Gómez y los Banu Ansur apoyando al depuesto rey Alfonso IV contra su hermano Ramiro II. Aunque no se menciona explícitamente, el líder de los Banu Gómez habría sido Diego Muñoz. Este se unió al conde de Castilla, Fernando Ansúrez en una incursión en las llanuras leonesas, donde derrotaron al ejército del rey, pero la rebelión fracasó, ya que Ramiro pudo capturar y cegar a su hermano Alfonso y a otros rivales. Diego había vuelto a la lealtad hacia el 934, cuando se menciona que los Banu Gómez se unieron a Ramiro para apoyar al nuevo conde castellano, Fernán González en una campaña contra Abderraman III. En 936 Diego y Osorio Muñoz, probablemente su hermano,  fueron testigo de uno de los diplomas de Ramiro. Los Banu Gómez aparecen nuevamente con los Banu Ansur en 941 suscribiendo el acuerdo real entre Ramiro II y sus aliados y Abderramán III.
Diego Muñoz se rebeló nuevamente. Desaparece de los diplomas reales desde 940, y en 944 él y Fernán González fueron encarcelados y privados de sus condados, pero fueron liberados después de jurar lealtad al rey. Diego vuelve a aparecer confirmando diplomas del rey y sus tierras, que habían sido confiscadas, les fueron devueltas. En 950 aparece confirmando como Didacus Monnioz, comes Saldanie (Diego Muñoz, conde de Saldaña) un documento en un lugar destacado, solamente precedido por el conde Fernán González. 
Parece que murió en 951 o a principios de 952. De su esposa Tegridia tuvo varios hijos: Munio, Gómez, Osorio y Fernando Díaz, así como dos hijas, Elvira y Gontrodo.  A través de su hija Elvira, esposa del conde Fernando Bermúdez fue el abuelo de la reina Jimena Fernández, esposa de García Sánchez II de Pamplona. Tres de sus hijos se casaron con hijas de condes, lo que ilustra la destacada posición social de la familia. Diego fue sucedido en el condado de Saldaña por su hermano Gómez Muñoz, que aparece ostentando la dignidad condal en 959 y 960. A su muerte, le sucedió su sobrino Gómez Díaz, hijo de Diego Gómez de Saldaña.

## Gómez Díaz de Saldaña
Gómez Díaz aparece por primera vez con sus progenitores en 940. En 946 se casó con Muniadomna, hija del aliado de su padre, el conde Fernán González.  Asimismo, se alió con la regente, Elvira Ramírez durante el reinado del rey Ramiro III de León que contrajo matrimonio con su hija Sancha Gómez. 
En 977 gobernaba en Liébana, y aparentemente también en Carrión, además de Saldaña, y ese mismo año, envió una embajada al califa Alhakén II de Córdoba. Probablemente luchó en la desastrosa batalla de San Esteban de Gormaz, donde una coalición de fuerzas cristianas organizada por Elvira fue derrotada, una pérdida que llevó a la nobleza gallega a elevar a un competidor al trono, el primo de Ramiro, Bermudo Ordóñez. Los Banu Gómez siguieron siendo aliados de Ramiro, controlando ejércitos de sus propias tierras y Tierra de Campos. Como tal, Gómez Díaz se encontró excluido de la corte cuando en 985 el candidato gallego sucedió a Ramiro III como Bermudo II de León. Al año siguiente, cuando Almanzor lanzó una campaña militar contra León, su ejército pasó por los dominios de los Banu Gómez sin ser molestado, y tal vez incluso lanzó un ataque contra la capital desde el mismo Carrión, una aparente indicación de una alianza entre los Banu Gómez y el califato de Córdoba.. Gómez aparece la última vez en 987 junto con su hermano Osorio Díaz y probablemente falleció en ese año.
Le sucedió su hijo, el conde García Gómez. Aparte de García y de Sancha, casada con el rey Ramiro III de León, también fue el padre de Sancho, casado con Toda, hija del conde García Fernández de Castilla, los condes Velasco y Munio Gómez, y otra posible hija, Urraca, que fue la esposa del conde Sancho García.

## García Gómez
El conde García Gómez aparece como conde durante la vida de su padre, y adquirió su patrimonio cuando el nuevo rey, Bermudo II, luchaba por conservar su corona frente a la nobleza rebelde en el este y los ataques desde el Califato de Córdoba hacia el sur. Un año después de la muerte de su padre, García inició la primera de sus rebeliones, llamándose a sí mismo proconsul dux eninentor en un documento de 988, antes de ser derrotado a principios de 989. Cuando Almanzor volvió a marchar sobre León en 990, a García se le unió su suegro Gonzalo, así como su tío Osorio Díaz. El rey Bermudo se vio obligado a huir a Galicia. García gobernaría la parte oriental del reino, incluida la capital epónima, en nombre de Córdoba, refiriéndose a sí mismo como imperante Garceani Gomiz en Legione (García Gómez gobernando en León). Sin embargo, a mediados de año, el rey recuperó la capital y obligó a García a refugiarse en los alrededores de Liébana.
En 991, el rey se divorció de su esposa gallega, Velasquita, y contrajo un nuevo matrimonio con la hija del conde de Castilla, García Fernández, lo que llevó a una nueva rebelión encabezada por la familia de Velasquita. Aldonza, la hermana de Velasquita, estaba casada con Gonzalo Bermúdez y era la suegra de García Gómez, casado con su hija Muniadona González. En 992, Gonzalo Bermúdez, el conde Pelayo Rodríguez, un miembro de una rama menor de los Banu Gómez, Munio Fernández, y el conde García Gómez, volvieron a obligar al rey Bermudo a abandonar León aunque el rey pudo regresar el año siguiente y aplastar la rebelión.
Almanzor volvió a atacar a León en 995, pero esta vez su ejército también saqueó la ciudad de Carrión en represalia por la retirada de García Gómez de un acuerdo para suministrar tropas al ejército de Córdoba. García volvería a estar en desacuerdo con Córdoba en 1000, cuando él y su cuñado Sancho García de Castilla lucharon contra Almanzor en la batalla de Cervera. Un hermano de García Gómez, probablemente el conde Velasco, perdió la vida en la batalla.
Las muertes de Bermudo en 1000 y Almanzor en 1002 cambiaron el panorama político. Los Banu Gómez estaban, al principio, en términos amistosos con el nuevo niño-rey, Alfonso V de León, y García, su hermano, el conde Sancho Gómez y su tío, el conde Fernando Díaz,  firmaron un tratado con el hijo de Almanzor, Abd al-Málik al-Muzáffar que contemplaba un acuerdo para aportar tropas. En 1005, García incorporaría Cea y Grajal a sus territorios, y en medio de un conflicto con el guardián del rey leonés, el conde Menendo González, reclamaría el título «conde de León», lo que implicaría otra rebelión.
En 1009, los Banu Gómez apoyarían a otro hijo de Almanzor, Abderramán Sanchuelo, en un intento fallido para restituirle en su cargo.  Un miembro de los Banu Gómez sería asesinado junto con Sanchuelo en Córdoba. Históricamente, este ha sido identificado con García Gómez, sin embargo aparece en documentos posteriores por lo que debe haber sido otro un miembro de la familia, tal vez su primo, Fáfila Fernández o Sancho Gómez. El «gran conde» de la familia aparece por última vez en la documentación en 1015 y habrá fallecido poco después. Sus posesiones parece que fueron repartidas entre su hermano, Munio Gómez, tenente en Liébana, quien había casado con una parienta, Elvira Fáfilaz, de quien no hubo sucesión, así como los tíos de Elvira, Munio Fernández, conde en Astorga, y Diego Fernández, cuyos descendientes liderarían un resurgimiento de la familia a finales de siglo.

## Ramas colaterales
Los futuros jefes de familia que sucedieron a los miembros de la línea principal fueron los descendientes del conde Fernando Díaz, un hijo menor del conde Diego Muñoz y Tegridia.  Fernando Díaz, a través de su matrimonio con Mansuara Fáfilaz, hija del conde Fáfila Oláliz, obtuvo tierras en  Tierra de Campos. Algunas de estas tierras alrededor de Sahagún fueron confiscadas a Diego Fernández, el hijo mayor del conde Fernando Díaz, por el Rey Alfonso V de León después de la muerte de García Gómez. Además del primogénito, Diego, Fernando Díaz y su esposa Mansuara Fáfilaz, fueron padres de Fáfila, Osorio y Munio Fernández. Los hijos documentados del conde Fáfila Fernández fueron Elvira, casada Munuo Gómez, el último descendiente de la rama principal de los Banu Gómez, así como un hijo que está poco documentado, Ordoño Fáfilaz. Munio Fernández heredó las tierras de su hermano Osorio y se convirtió en conde en Astorga y un rebelde que colaboró con García Gómez.
Diego Fernández no tuvo demasiada relevancia durante el reinado de Alfonso V. Su esposa Marina pudo ser descendiente de los Banu Ansur, condes de Monzón debido a que uno de los hijos menores de este matrimonio se llamó Ansur. Repartieron las tierras de los Banu Ansur con los condes de Castilla.  Diego Fernández murió en 1029, dejando a tres hijos, Fernando, Ansur y Gómez. Todos ellos pertenecieron a la facción pro-navarra de la nobleza leonesa y estuvieron ausentes de la corte durante la mayor parte del reinado de Bermudo III de León. 
De estos, Fernando Díaz se casó con Elvira Sánchez, heredera del conde Sancho Gómez, miembro de la rama principal de los  Banu Gómez.  Aparentemente, fue a través de su esposa que obtuvo el control de las propiedades de la familia en Liébana que había sido retenida por la viuda de Sancho, Toda García,  tía de la reina de Pamplona, Muniadona de Castilla. Después de la muerte de Sancho Garcés III de Pamplona, Fernando Díaz figura en la corte con el título condal aunque falleció poco después, en 1038. Ya para el año 1060, sus hijos ya habían fallecido sin haber dejado descendencia.
Su hermano menor, Ansur Díaz, estuvo al servicio del conde de Castilla, Fernando Sánchez, que reinó después como Fernando I de León. Ansur Díaz aparece con el título condal desde 1042 y murió el 30 de septiembre de 1047, dejando cuatro hijos: Pedro, Diego, Gonzalo y Fernando. Pedro fue hijo  de una primera esposa cuya identidad se desconoce, y al menos Diego, de su segunda esposa, Justa Fernández, hija del conde Fernando Flaínez.
El hijo menor de Diego Fernández, Gómez Díaz, también aparece como conde en 1042. Logró recuperar la mayor parte de las tierras dispersas que habían pertenecido anteriormente a la rama principal de la familia. A la muerte de su hermano Fernando, recibió Liébana y Carrión y arrebató Saldaña a la familia de Alfonso Díaz, a quien había pasado cuando se extinguió la rama principal de los Banu Gómez. Su estatus se amplificó aún más por su matrimonio con Teresa Peláez, hija del conde Pelayo Froilaz y Aldonza Ordóñez, hija de los infantes Ordoño Ramírez y Cristina Bermúdez y nieta de los dos reyes rivales, Ramiro III y Bermudo II. De este matrimonio nacieron Fernando, Pelayo, García, Sancha, Aldonza (Eslonza) y Elvira. A la muerte de Gómez Díaz, el  control de las tierras de la familia pasó a su sobrino mayor, Pedro Ansúrez y su propia rama sería brevemente eclipsada.

## Pedro Ansúrez
Pedro Ansúrez, hijo de Ansur Díaz, recuperaría el poder que la familia tuvo anteriormente y se convirtió en el noble leonés más prominente de su tiempo. Fue mayordomo mayor de Alfonso VI en 1067 y aparece por primera vez como conde el año siguiente. Se dice que él y sus hermanos, Gonzalo y Fernando, acompañaron a Alfonso VI durante su breve exilio en Toledo. En 1074 gobernaba Santa María de Carrión (por lo que generalmente se lo llama conde de Carrión), y añadió San Román de Entrepeñas y probablemente Saldaña en 1077. En 1084 gobernaba Zamora, Toro y Tordesillas y en 1101 añadió Liébana. Se vio envuelto en las intrigas cortesanas que rodeaban a los yernos de Alfonso VI y se exilió. En 1105 aparece en el condado de Urgel, donde como tutor de su joven nieto, el conde Armengol VI, alió el condado con el Reino de Aragón y el Condado de Barcelona en la campaña conjunta contra los Almorávides. Parece que fue durante este tiempo que él y su hermano Gonzalo fueron privados de sus tierras en León. Regresó a León en 1109 y por negociar el matrimonio de la heredera del rey muerto Urraca con Alfonso el Batallador, en 1109 recuperó gran parte de sus tierras y su dignidad condal. Permaneció estrechamente asociado con la reina Urraca durante los años siguientes. Incrementó sus dominios con Melgar de Arriba, Simancas, Cabezón y Torremormojón. Murió en 1118.  Casado en segundas nupcias con Eylo Alfonso, de los Alfonsos de Tierra de Campos, se le encomendó trasladar a los colonos a las tierras alrededor de Valladolid, de las cuales Pedro fue gobernador. Él y Eylo fueron padres de Pedro, que murió cuando era niño, al conde  Fernando Ansúrez, así como de tres hijas, Mayor, casada con el conde Álvar Fáñez, María, casada con Urgel, conde de Urgel y Urraca Pérez, que se casó en primeras nupcias con el conde Sancho Pérez y en segundas con el conde Lope López de Carrión.
A la muerte de Pedro Ansúrez, el poder en la familia pasó a los descendientes de su tío y predecesor, Gómez Díaz, en lugar de sus hijos o de sus hermanos Diego y Gonzalo. Este último, Gonzalo Ansúrez aparece por primera vez como conde en 1075 en Liébana, y ocupa un lugar destacado en el Poema del Mio Cid. Contrajo matrimonio con Urraca Bermúdez, hija del conde Bermudo Ovéquiz con quien tuvo a Pedro, Rodrigo, Cristina, casada con Pedro Díaz, y Sancha González, la esposa del conde Fernando Pérez de Traba. Gonzalo murió entre 1120 y 1124. Su medio hermano, el conde Diego Ansúrez, heredó de su madre tierras en Asturias y estuvo activo en la región de Astorga en la década de 1070, antes de morir a principios de los años 1080 (quizás 1081), dejando a su esposa Tezguenza Rodríguez como única hija, Elvira que falleció sin descendencia.

## Los últimos condes
Los últimos condes de la familia de los Banu Gómez fueron los hijos y nietos de Gómez Díaz y Teresa Peláez. De sus hijos, García Gómez fue educado por sus tíos maternos y aparece frecuentemente en la corte de Alfonso VI. Probablemente murió en batalla de Uclés en 1108. Otro hermano, Fernando, que no dejó mucho rastro en la documentación, falleció en 1083. Fue Pelayo Gómez quien sería el próximo jefe de la familia. Se casó con Elvira Muñoz, media hermana del conde Rodrigo Muñoz lo que le dio una nueva base de poder en Galicia que incluía una parte del monasterio de Santa María de Ferreira de Pallares. Murió en 1101 y fue enterrado en el monasterio de San Zoilo, donde su esposa, hijos y nietos también recibieron sepultura.  Munio y Gómez Peláez, dos de sus hijos conocidos, alcanzaron la dignidad condal. Gómez Peláez, fallecido en 1118, fue conde durante el reinado de Urraca en la década de 1110, con propiedades en Tierra de Campos. Contrajo matrimonio con Mayor García, hija del conde García Ordóñez y nieta del rey García Sánchez III de Pamplona. Fueron padres de García, Pelayo, Diego, Urraca y Teresa Gómez.
El otro hijo del conde Pelayo Gómez y su esposa Elvira Muñoz, Munio Peláez, aparece por primera vez en 1105. En 1112 ya gobernaba la tenencia de Monterroso y en 1115 ostentaba el título condal. En 1120, desertó al hijo de Raimundo de Borgoña y la reina Urraca, el  futuro rey Alfonso VII de León, y fue encarcelado aunque después que Alfonso VII sucediera a su madre, fue uno de los condes gallegos más poderosos. Munio se casó con Lupa Pérez de Traba hija del conde Pedro Fróilaz. Su último registro en la documentación medieval fue en 1142 cuando fue testigo del testamento de su cuñado Fernando Pérez de Traba.  Él y Lupa tuvieron tres hijas, Elvira, Aldonza y Teresa Muñoz, esposa de Fernando Odoáriz, y  tres hijos, Fernando, Pedro y Bernardo.
Su hijo Pedro Muñoz cognomento «Corna» no alcanzó la dignidad condal y parece que estuvo estrechamente ligado a su propiedad en Aranga donde fue tenente. Contrajo matrimonio con Teresa Rodríguez y tuvo tres hijos.  Aldonza, García y Fernando Pérez.  Aldonza contrajo matrimonio con Rodrigo Fernández de Toroño, y fueron padres de Sancha, casada con Gonzalo Rodríguez Girón, Urraca, esposa da de Martín Gómez de Silva, padres de Aldonza Martínez de Silva, amante del rey Alfonso IX de León, y Rodrigo Rodríguez.

## Rama de Astorga
Además de las ramas de la familia que controlaba Saldaña y Carrión, otra destacó brevemente a fines del X y principios del X en la zona de Astorga representada por el conde Munio Fernández, hijo del conde Fernando Díaz. Munio Fernández fue un importante terrateniente en Tierra de Campos, debido no solo a tierras que provenían de su madre Mansuara Fáfilaz, sino que también había heredado de su hermano Osorio a la muerte de este último. Se casó con Elvira Fróilaz, hija del conde Fruela Vélaz.

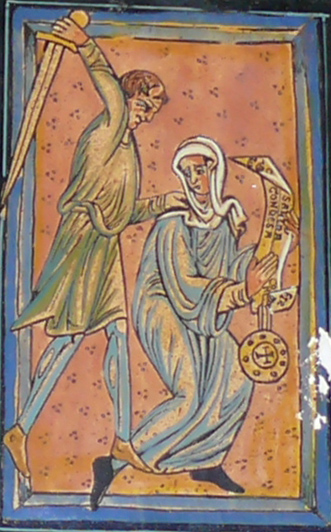
El asesinato de la condesa Sancha Muñiz, hija de Munio Fernández, conde de Astorga, en el Libro de las Estampas

Al igual que su primo, el conde García Gómez, fue un líder de la rebelión en 922 cuando el rey Bermudo II repudió a su esposa, Velasquita para establecer una nueva alianza matrimonial con los condes de Castilla. Aliados con el Califato de Córdoba, los rebeldes obligaron brevemente al rey a abandonar la capital del reino. Cuando el rey Bermudo recuperó e reino, confiscó muchas de las tierras de Munio y de los conspiradores. Parece que Munio Fernández fue rehabilitado en 997 cuando aparece como conde y ejercía la autoridad judicial en la región de Astorga y había adquirido derechos en Cimanes de la Vega. Tuvo una posición más prestigiosa bajo el sucesor de Bermudo. Fue conde en  Astorga y figura continuamente entre el círculo más cercano de nobles alrededor del rey. No consta que se haya unido a su primo en su rebelión posterior contra Alfonso V, y solo aparece periódicamente en años posteriores. Falleció entre 1013 y 1016.
De sus hijos, solo una hija, la condesa Sancha Muñiz, alcanzó un protagonismo similar. Tras la muerte en 1028 de su primer marido, Pedro Fernández, hijo de Fernando Bermúdez, y posteriormente la de su única hija, Elvira, Sancha controló varias propiedades importantes. Fue patrona del monasterio de San Antolín y contribuyó con importantes fondos para la construcción de la Catedral de León. Tuvo dos matrimonios posteriores, con los condes Pelayo Muñiz y Rodrigo Galíndez. Ella es quizás más conocida por la ilustración de su asesinato por parte de su sobrino que aparece en el Libro de las Estampas, y por su sepulcro en la Catedral de León. Su hermano mayor, Pedro Muñiz comenzó a aparecer en documentos en 1002. Solamente tuvo un hijo, Nuño Pérez, aparentemente el sobrino implicado en el asesinato de Sancha.
Otros hijos de Munio Fernández fueron Teresa, sucesivamente esposa de Godesteo Díaz y Pedro Fróilaz, conde de Bierzo, y María, así como otro hijo, Juan Muñiz. Juan contrajo matrimonio con Odrocia y tuvo cuatro hijos: Juan, Alfonso, Munia, esposa de Osorio Osóriz, y Munio Johannes, quien fue padre de Pedro Muñiz y Elsonza, esposa de Pedro Ovéquiz, cuyos descendientes parecen haber sido los herederos de esta rama de la familia.

## Otras posibles ramas
Además de las ramas bien documentadas de la familia, se ha sugerido que otras dos familias prominentes en el reino de León son miembros del clan de los Banu Gómez, aunque en ninguno de los casos la identificación ha sido universalmente aceptada. La primera es la familia conocida frecuentemente como «los Alfonso», descendientes del noble Alfonso Díaz de Tierra de Campos que vivió a finales del siglo X y principios del siglo XI. Se casó con María Núñez, una heredera del clan Banu Mirel, y su familia se convirtió en los principales propietarios de la región en las siguientes generaciones, hasta que cada una de las ramas terminó en la línea masculina. 
Las herederas que engendraron proporcionaron grandes propiedades a sus cónyuges y descendientes, entre las que se encontraban las familias de los Osorio, Lara y Castro. Del mismo modo, Eylo Alfonso, miembro de este linaje, aportaría a su matrimonio con el conde Pedro Ansúrez las propiedades que había heredado de su familia, de ese modo contribuyendo al resurgimiento de esta nueva rama de los Banu Gómez.
El patronímico del fundador Alfonso Díaz, su aparente origen en la región de Liébana, y su aparición en los documentos donde también figuran los Banu Gómez han llevado a suponer que representó a otro hijo del primer conde de Banu Gómez, Diego Muñoz. Sin embargo, no aparece entre los hijos documentados de Diego y Tegridia en ningún documento, y vivió hasta 1024, más de setenta años después de la muerte de Diego a principios de la década de 950, lo que hace extremadamente improbable una relación padre-hijo.
La segunda familia que pudo descender de los Banu Gómez es la del conde García Ordóñez, miembro relevante durante el reinado del rey Alfonso VI, quien como tutor del hijo del rey murió junto con el infante Sancho Alfónsez en la Batalla de Uclés en 1108. Varios autores consideran que fue hijo del conde Ordoño Ordóñez, a quien la tradición identifica con el hijo de los infantes Ordoño Ramírez y Cristina Bermúdez, ambos hijos de reyes de León. Sin embargo, Jaime de Salazar y Acha señala que no solo la esfera geográfica del Ordoño castellano parece ser distinta a las tierras de los infantes, sino que las referencias más antiguas de la familia de los dos infantes tampoco les asigna ningún hijo llamado Ordoño. Fue solo mucho más tarde, en el XIII, cuando los cronistas comenzaron a atribuirles un hijo llamado Ordoño, que Salazar y Acha atribuye a una lectura errónea de las fuentes anteriores. El autor opina que, aunque la carrera del conde castellano demuestra que debe haber sido miembro de la alta nobleza, no parece tener ninguna relación con los infantes.  Salazar y Acha propone que el conde castellano era hijo de Ordoño Fafílaz, de la rama menor de los Banu Gómez.  El conde García Ordóñez fue padre del conde García García de Aza, y probablemente también de Fernando García de Hita, fundador de la poderosa Casa de Castro que durante la minoría de edad de Alfonso VIII de Castilla, se enfrentó a los Lara por el control de reino.

## La Leyenda
Una indicación del poder y el impacto histórico de los Banu Gómez es su papel en dos de las epopeyas medievales de la península ibérica. El cuento de Bernardo del Carpio aparece por primera vez en el XIII, y relata la historia del hijo de un legendario Sancho Díaz, conde de Saldaña, cegado y encarcelado por su amor (y tal vez por el matrimonio) con Jimena, una supuesta hermana del rey Alfonso II de Asturias. Su hijo, Bernardo, fue criado por Alfonso como heredero, pero como sus intentos de conseguir que el rey liberara a su padre no prosperaron decidió rebelarse y buscar venganza. Derrotó en la segunda batalla de Roncesvalles al ejército carolingio enviado a apoyar a Alfonso a cambio de que este nombrara al rey franco como su sucesor. Bernardo formó una alianza con los moros para atacar a León y Astorga. La presentación de Bernardo es ambivalente, ya que su resistencia contra los ejércitos carolingios extranjeros se considera heroica, aunque esta hazaña se ve eclipsada por su colaboración traidora con los musulmanes. La épica parece combinar dos narraciones distintas, un cuento francés antiguo relacionado con el Cantar de Roldán (una variante relacionada luego descartada por una de las versiones más antiguas que sobrevivieron, en cambio hace a Bernardo, como el Roldánde la epopeya, sobrino de Carlomagno) que se fusionaría con una historia íbera autóctona que involucraba la rebelión de los condes de Saldaña, a la vez que se basaría en las disputas intestinas del XIII entre los reinos de León y Castilla. Pick señala varios paralelismos, geográficos y temáticos, entre este cuento legendario de un conde de Saldaña y la relación históricamente conflictiva entre la rama principal de los Banu Gómez y los reyes leoneses.
La segunda representación legendaria de los Banu Gómez se basa en el antagonismo histórico entre Rodrigo Díaz de Vivar El Cid y la familia del conde Pedro Ansúrez. El Cantar de Mio Cid habla del matrimonio de las dos hijas de El Cid, Elvira y Sol, con los Infantes de Carrión, Diego y Fernando González. Responden a su humillante fracaso en un complot para asesinar a uno de los aliados de El Cid atando, golpeando y abandonando a sus esposas en un bosque a merced de los lobos. Las hijas son rescatadas y El Cid exige el retorno de sus dotes, dos famosas espadas de batalla. Obtiene la anulación de los matrimonios y casa a sus hijas con un príncipe de Navarra y otro de Aragón. Los Infantes de Carrión no son figuras históricas. Su patronímico sugiere que fueron hijos de Gonzalo Ansúrez, hermano del conde Pedro. Sin embargo, Gonzalo no fue padre de ningún Diego o Fernando, aunque sí que tuvo hermanos llamados Diego y Fernando Ansúrez, y estos mismos nombres figuran entre los hijos menores del conde Gómez Díaz. Aunque dos personajes llamados Diego y Fernando aparecen juntos en la documentación medieval coetánea, no hay indicios de que estuvieran vinculados con Carrión y los Banu Gómez. Se pueden considerar a estos infantes de Carrión como construcciones literarias, personajes compuestos destinados a encarnar la rivalidad y el antagonismo entre El Cid y los Banu Gómez.